# Fjodor Issidorowitsch Kusnezow

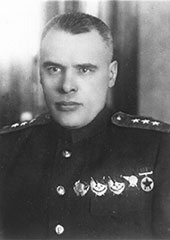
Fjodor Issidorowitsch Kusnezow

Fjodor Issidorowitsch Kusnezow (russisch Фёдор Исидорович Кузнецов; * 17.jul. / 29. September 1898greg. in Balbetschino, Gouvernement Mogiljow; † 22. März 1961 in Moskau) war ein sowjetischer Generaloberst.

## Leben
Als Sohn eines Bauern besuchte er 1916 eine Militärschule der russischen Armee. Von 1916 bis 1918 kommandierte er einen Zug in der Armee. In der 5. Infanterie-Division diente er an der Westfront als Stabsoffizier. Danach war er 1918 in der Umgebung von Balbetschino als Sekretär der Sowjets tätig und kommandierte dort die Rote Garde.
Von 1918 bis 1921 kämpfte er im Bürgerkrieg gegen die Weißen als Bataillons- und Regimentskommandeur an verschiedenen Fronten. Im Jahre 1926 absolvierte er die Militärakademie „M.W. Frunse“. Von 1926 bis 1930 wurde er als Regimentskommandeur eingesetzt. Von 1930 bis 1932 war er an der Rotbanner-Infanterieschule in Moskau im Bereich der Schulungsabteilung als Leitender tätig. Danach wurde er von 1932 bis 1935 Kommandeur dieser Infanterieschule. In den Jahren 1935 bis 1938 lehrte er an der Frunse-Akademie als Chef für Taktik. Danach kommandierte er eine Kavalleriedivision.
1938 wurde er Mitglied der Kommunistischen Partei. Von Juli 1938 bis 1940 war er stellvertretender Befehlshaber des Weißrussischen Besonderen Militärbezirks und nahm am Winterkrieg gegen Finnland teil. Am 4. Juni 1940 erfolgte seine Rangerhöhung zum Generalleutnant, im Anschluss kommandierte er bis Anfang 1941 den Nordkaukasischen und darauf den Baltischen Besonderen Militärbezirk.  
Er wurde am 22. Februar 1941 zum Generaloberst befördert und übernahm nach Beginn des Deutsch-Sowjetischen Krieges im Juni 1941 den Befehl über die aus diesem gebildete Nordwestfront. Nach der Niederlage in der Schlacht um das Baltikum gegenüber der vorrückenden deutsche Heeresgruppe Nord wurde er Anfang Juli von seinem Posten abgelöst. Er befehligte dann während der Kesselschlacht bei Smolensk zeitweilig die 21. Armee und die neugebildete Zentralfront. Ab August führte er kurzweilig die zur Verteidigung der Krim gebildete 51. selbständige Armee und von Mitte November bis Mitte Dezember 1941 die 61. Armee bei der Schlacht um Moskau.
Weiterhin war er stellvertretender Befehlshaber der Westfront in den Jahren 1941 bis 1942. Es folgte ein Kommando an der Militärakademie des Generalstabes der Streitkräfte der UdSSR "K.J. Woroschilow" von 1942 bis 1943. Von August 1943 bis Februar 1944 war er stellvertretender Befehlshaber der Wolchow-Front, anschließend bis August 1944 der Karelischen Front. Anschließend diente er im Militärbezirk Ural, den er von Februar 1945 bis Februar 1948 befehligte, um dann in die Reserve entlassen zu werden.
Sein Grab befindet sich auf dem Moskauer Nowodewitschi-Friedhof.

## Schriften
- Motorisierung, Mechanisierung und Hindernisbauten, 1930
- Die moderne Militärmaschinerie und das Problem der Standardisierung, 1931

## Auszeichnungen
- Leninorden zweifach
- Rotbannerorden dreifach
- Suworoworden zweiter Klasse
- Orden des Roten Sterns

## Referenzen
- Heinrich E. Schulze et al.: Who was who in the USSR, New Jersey 1972.

| Personendaten    | Personendaten                                               |
| ---------------- | ----------------------------------------------------------- |
| NAME             | Kusnezow, Fjodor Issidorowitsch                             |
| ALTERNATIVNAMEN  | Кузнецов, Фёдор Исидорович (russisch)                       |
| KURZBESCHREIBUNG | sowjetischer General                                        |
| GEBURTSDATUM     | 29. September 1898                                          |
| GEBURTSORT       | Balbetschino, Gouvernement Mogiljow, Russisches Kaiserreich |
| STERBEDATUM      | 22. März 1961                                               |
| STERBEORT        | Moskau                                                      |